# Joyboard

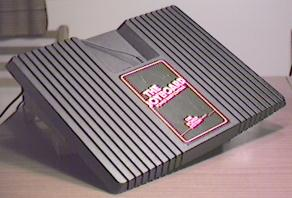
Joyboard.

Joyboard är en spelkontroll i form av en balansbräda utvecklad av Atari som tillbehör till tv-spel till spelkonsolen Atari 2600. Balansbrädan släpptes 1982 och den fungerade så att man stod på den och lutade den i olika ritkningar.

## Utformning
Joyboard fungerade så att den hade de fyra brytarna från en vanlig joystick installerade under själva brädan.